# Theo J. Bastiaens

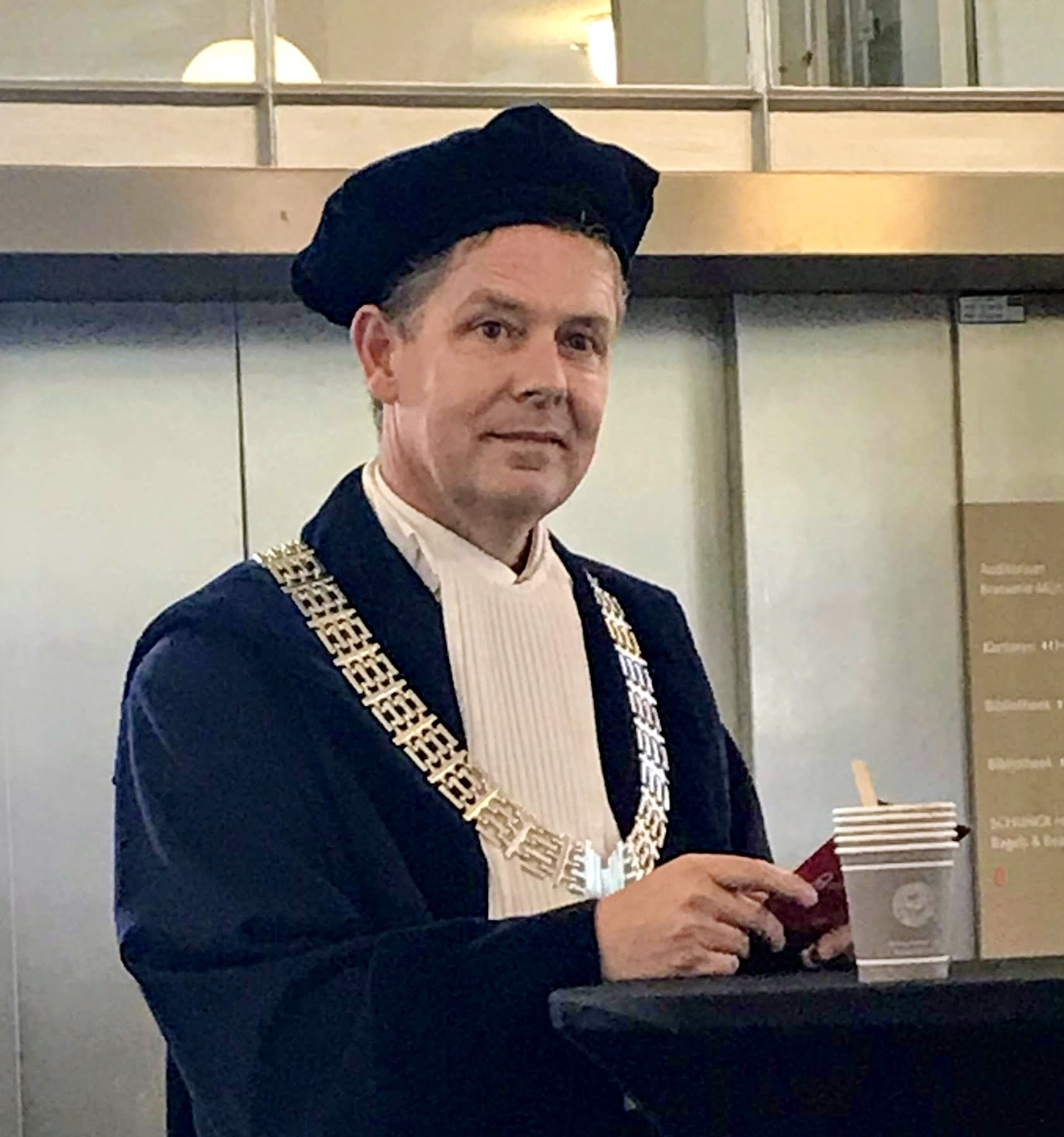

Theo J. Bastiaens (* 1968 in Heerlen) ist ein niederländischer Hochschullehrer.

## Leben
Er studierte Bildungswissenschaften an der Rijksuniversiteit Utrecht und schrieb seine Promotionsarbeit Lernen und Arbeiten mit Electronic Performance Support Systems an der Universität Twente. Ab 1997 war er Assistant Professor in Twente, im Lehrgebiet Curriculumtheorie. 1998 wechselte er zu der Open Universiteit Nederland, wo er im Educational Technology Expertise Centre ab 2002 als Associate Professor arbeitete. Von Januar 2006 bis 2018 lehrte er als Professor an der FernUniversität in Hagen mit dem Lehrgebiet Mediendidaktik. 2019 wurde er Rektor der Open Universiteit Nederland.
Seine Arbeitsschwerpunkte sind Mediendidaktik: Wie setzt man Didaktik in Medien um?, Technology Enhanced Learning, authentisches Lernen (Lernen im Kontext), intrinsische Motivation: Wie kann man diese didaktisch in die Lehre einfügen? und Social Software.

## Schriften (Auswahl)
- On Collective Intelligence. Berlin 2011, ISBN 978-3-642-14480-6.
- Hochschulen der Zukunft. Anforderungen der Digitalisierung an Hochschulen, hochschulstrategische Prozesse und Hochschulbildungspolitik. Münster 2019, ISBN 3-96163-155-7.